# صور محل جدل في حرب لبنان 2006
صور محل جدل في حرب لبنان 2006 (يشار إليها أيضا باسم حزب الله وود) يشير إلى حالات التصوير الصحفي لحرب لبنان 2006 التي أضرت بمشاهد الموت والدمار في لبنان بسبب الهجمات الجوية الإسرائيلية. نتيجة للفضيحة أنهت رويترز خدمات المصور المستقل عدنان الحاج وقامت أسوشيتيد برس بمعاقبة آخرين. أنهت رويترز أيضا خدمات محرر صور ونفذت ضوابط أكثر صرامة على عملية جمع الصور.
بدأ الجدل كتحقيق في الوثائق من قبل المدونين الأفراد وانتشر إلى مصادر وسائل الإعلام المطبوعة والتلفزيون.
قالت لجنة متابعة الدقة في تقارير الشرق الأوسط في أمريكا الشهيرة بالاسم المختصر الكاميرا وهي منظمة مؤيدة لإسرائيل في وسائل الإعلام أن التلاعب في الصور الفوتوغرافية المزعوم كان يستخدم من قبل وسائل الإعلام الرئيسية في محاولة للتأثير على الرأي العام ورسم إسرائيل كمعتدي واقتراح أن إسرائيل مذنبة باستهداف المدنيين.

## التلاعب بالصور
عدنان الحاج هو مصور مستقل أنهت رويترز خدماته بعد أن اعترف باستخدام فوتوشوب لإضافة ظلال للوالب الدخان في صورة لبيروت من أجل جعل الضرر يبدو أسوأ. ذكرت رويترز أن الحاج قام بتحرير صورة ثانية وأثار النقاد أسئلة أخرى عن عمل الحاج. أعلنت رويترز أنها سحبت «كل صور الحاج حوالي 920 صورة من أرشيفها».

## ادعاءات بتنظيم من قبل المصورين الصحفيين
يبدو أن صورة لقرآن محترق وسط كومة من الأنقاض التي صورها أيضا الحاج كانت مشبوهة بالنسبة للناقد الإعلامي تيم روتن من صحيفة لوس أنجلوس تايمز لأن المبنى الذي كان فيه قد دمر في غارة جوية إسرائيلية قبل ساعات وكل شيء آخر كان في الصورة كان رماد بالفعل. تم التقاط عدد من الصور من لبنان تظهر فيها ألعاب أطفال مختلفة في المقدمة محاطة كل منها بكومة من الأنقاض. كتب روتن أيضا عن هذه المجموعة قائلا أن «رويترز قد ترغب في التحقق من نفقات لحسابهم الخاص للمشتريات غير المبررة للعب تويز آر أص».
بالمثل شككت لجنة متابعة الدقة في تقارير الشرق الأوسط في أمريكا في صحة الصور البكر على ما يبدو وألبومات الصور التي تقع على رأس أنقاض المباني التي دمرتها الصواريخ الإسرائيلية وتساءل «كم مرة يجد المرء صورا سليمة بمفردها ودون عائق على رأس أنقاض مبنى ولكن من قبيل المصادفة أم لا فإن المصورين من مختلف المؤسسات الإخبارية يجدون أنفسهم في الأنقاض في جميع أنحاء لبنان»... «مع القاسم المشترك الوحيد الذي يقصد منه تصوير تدمير إسرائيل للحياة المدنية اللبنانية».

## ادعاءات بتدوير الصور من قبل الآخرين
اتهم المدونون والمواقع على شبكة الإنترنت سلام ضاهر رئيس منظمة الدفاع المدني في جنوب لبنان بأنه عضو في حزب الله واستخدم جثث الأطفال لأغراض دعائية في الصور التي التقطت في موقع مجزرة قانا 2006. نفى ضاهر الاتهامات قائلا: "أنا مجرد عامل دفاع مدني وقد فعلت هذا العمل طوال حياتي". ضاهر الذي رد على الغارات الجوية في سيارة إسعاف وحفر تحت قصف المباني لاسترداد جثث القتلى وأصيب بجراح وقال أنه يعرض الأطفال للكاميرات لإظهار كيف قتلت الغارات الجوية الإسرائيلية المدنيين. تعليقا على صور له يحمل رضيع ميتا فوق رأسه قال: "لقد حملت الطفل لكنني كنت أقول" انظروا إلى من يقتل الإسرائيليون وهم أطفال وليسوا مقاتلين وليس لديهم بنادق وهم أطفال ومدنيون يقتلون". قال لأسوشييتد برس أنه لا يأسف أو يعتذر: أردت أن يعرف الناس من يموتون حيث قالوا أنهم يقتلون المقاتلين بينما هم يقتلون الأطفال.
في 8 أغسطس أبلغ مراسل سي إن إن أندرسون كوبر عن جولة صحفية قام بها حزب الله في منطقة قصفت في جنوب بيروت في 23 يوليو 2006 وطلب فيها عناصر من حزب الله مجموعة من سيارات الإسعاف الفارغة لتشغيل صفارات الإنذار والأضواء الساطعة لصالح المصورين الصحفيين في الانتظار لإعطاء الانطباع بأنهم كانوا يستجيبون للضحايا. وصف المنتج البارز تشارلي مور الجولة نفسها بعرض الكلب والمهر.
في اليوم نفسه تحدى ريتشارد لاندز وكاتب التحرير في صحيفة وول ستريت جورنال جيمس تارانتو صحة الصورة التي التقطها عامل أسوشييتد بريس ليفتيريس بيتاراكيس. صورت هذه الصورة العديد من اللبنانيين الذين قيل أنهم قتلوا في غارة جوية إسرائيلية. عند الفحص الدقيق لصورة واحدة ثابتة خلص تارانتو إلى أن رجل واحد على وجه الخصوص كان يدعي أنه ميت.
بعد الفحص السريع للعديد من اللقطات الأخرى في تسلسل التصوير الفوتوغرافي الذي أثبت أن الرجل الذي أصيب في الانفجار قد مات سابقا. نتيجة لذلك اعترف كل من ريتشارد لاندز وجيمس تارانتو بأنها مخطئة.

## الجدل حول الإسعاف
بعد أن أصدرت اللجنة الدولية للصليب الأحمر بيانا جاء فيه أن «سيارتي إسعاف أصابتهما ذخائر [إسرائيلية] على الرغم من أن كلتا المركبتين كانتا تحملان علامة واضحة» في 23 يوليو 2006 مما أسفر عن إصابة تسعة أشخاص وقد ذكرت وكالة أسوشيتد برس أن الناطق باسم الصليب الأحمر في صور علي ديب قال «دمرت الطائرات الإسرائيلية سيارتي إسعاف بالصواريخ». نقلت صحيفة بوسطن غلوب عن قاسم شعلان قوله «حريق كبير جاء لي كما هو الحال في الحلم» بعد «صاروخ ضرب مباشرة من خلال السقف».
ظهر جدل حول غيبوبة وهو المالك المستعار من موقع زومبيتيمي ونشر مقالا مطولا (من بين أمور أخرى) أن الأضرار التي لحقت بسيارات الإسعاف كانت خفيفة جدا لضربة صاروخية. قال غيبوبة أن سيارات الإسعاف تصدعت في الصور وأن الأضرار المتفجرة لن تترك قذيفة صدئة وأن الصور لم تظهر أية خسائر في الانفجار ولكن بدلا من ذلك حفرة مستديرة تماما تتزامن بدقة مع مكان تنفيس السقف. في 28 أغسطس قال وزير الخارجية الأسترالي ألكسندر داونر أنه «بعد دراسة أوثق لصور الأضرار التي لحقت بسيارة الإسعاف من غير الجدي أن يكون لهذه الحلقة كل الخدع» مستمدة من التقارير الأولية. في 30 أغسطس قامت اللجنة الدولية للصليب الأحمر بوقوع وزير الخارجية ألكسندر داونر «بالاعتماد على مدونة الإنترنت التي لم يتم التحقق منها» وقال أنه «لم يكن هناك دليل يدعم» المطالبة بالخدعة.
أندرو بولت الكاتب الأسترالي المحافظ الذي كتب عمودا يقول أن صور وسائل الإعلام تتناقض مع ادعاءات اللجنة الدولية للصليب الأحمر وأن الصحفيين «ينقلونه كدعاية للإرهابيين» ودافعوا عن داونر وأشاروا إلى أن التقارير اللاحقة تدعي أن سيارات الإسعاف أصيبت بنيران الأسلحة الصغيرة التي تتناقض مع التقارير الأصلية. نقل بولت عن مصدر عسكري لم يذكر اسمه قوله «ليس هناك سلاح من شأنه أن يسلم الآثار النهائية بما يتفق مع الصور والقصة المزعومة والأضرار المعروفة لسيارات الإسعاف والناس».
في ديسمبر 2006 أصدرت هيومن رايتس ووتش تقريرا عن التحقيقات الجنائية التي أجرتها في قانا. خلص الفريق إلى أنه لم يكن هناك خدعة. كانت هيومن رايتس ووتش قد ذكرت في البداية أن سيارات الإسعاف قد أصيبت بصواريخ أطلقت من طائرة إسرائيلية ولكن هذا الاستنتاج كان غير صحيح. توقع تقرير ديسمبر 2006 أن سيارات الإسعاف أصيبت ب«نوع أصغر من الصواريخ» ربما «صاروخ مضاد للدروع سبايك» أو «صاروخ دامي (صاروخ معدني خامل) لا يزال تجريبيا». نصف قطر انفجار صغير نسبيا مع ديم يجري تصميمها خصيصا للحد من الأضرار الجانبية.
انتقد البروفيسور آفي بيل وهو احتياطي في الجيش الإسرائيلي تقرير هيومن رايتس ووتش قائلا أن «التقرير لا يحتوي على أي دليل على الإطلاق لأي وجود إسرائيلي آخر في المنطقة كان من الممكن أن يكون قد هاجم سيارات الإسعاف... لا يقدم التقرير شيئا أكثر من تخمينها الذي تمتلكه إسرائيل واستخدمت صواريخ محدودة التأثير غير محددة تهدف إلى إحداث أضرار جانبية منخفضة التي أطلقت من طائرات بدون طيار... وتتهم هيومن رايتس ووتش الذنب الإسرائيلي دون إثبات حيث ترى مهمتها في وضع سيناريو غير أنه لا يمكن تصديقها والتي قد تكون صحيحة».

## ادعاءات تتعلق بالتعليقات التوضيحية غير السليمة
أظهرت الصور التي قدمت إلى وكالة رويترز واسوشيتد برس امرأة لبنانية في حداد أمام مباني مدمرة قيل بأنه منزلها في صورتين مختلفتين صورتا من قبل مصورين اثنين مختلفين بين نشرهما قرابة أسبوعين وقد استبدلهما محرري بي بي سي على موقعهم على الإنترنت بعد تصريحات لافتا إلى التناقض. عرض الكاتب في صحيفة الغارديان باتريك برخام التفسير التالي لعدم التناقض الزمني الطوابع الأخرى بين وكالات الأنباء المختلفة:
صحيفة نيويورك تايمز وصفت بشكل غير صحيح صورة التقطت في مدينة صور في طبعتها على الإنترنت. عامل إنقاذ مصاب تم رفعه من تحت الأنقاض كان ينطوي ضمنا على كونه ضحية قصف عندما كان العامل قد هبط وسقط. أصدرت الصحيفة في وقت لاحق تصويبا قائلة أن الصورة ظهرت في الطبعة المطبوعة مع التعليق الصحيح.

### صور برونو ستيفنز
تظهر مجموعة من الصور التي التقطها المصور الصحفي برونو ستيفنز مسلحا لبنانيا مع نيران مستعرة في الخلفية. ظهرت إحدى هذه الصور على غلاف العدد الصادر في 31 يوليو من صحيفة يو إس نيوز آند وورد ريبورت الأمريكية مع التعليق الداخلي حزب الله في موقع الهجوم الإسرائيلي بالقرب من بيروت. نشرت صحيفة تايم في عددها الصادر في 31 يوليو الماضي مشيرة إلى أن الحريق جاء من حطام طائرة إسرائيلية أسقطت. ذكرت ميشيل مالكين والمدون المجهول ألاهبونديت أن الحريق في الخلفية يبدو أنه كومة كبيرة من الإطارات المحترقة.
في 11 نوفمبر 2006 ستيفنز على المنتدى على الإنترنت ليتستالكيرز قدم تفسيرا لهذا التناقض. كتب أنه أعطى أصلا واحدة من الصور التسمية التوضيحية التالية:
كتب أنه في وقت لاحق بعد أن قام بمزيد من التحقيق عدل تعبيره إلى:
في منصبه كتب أنه لم يكن له أي رأي في تعليق المجلات. كما أكد من جديد صحة عنوانه الثاني قائلا أن الحريق لم يأت من تفريغ القمامة وكان نتيجة هجوم إسرائيلي. على الرغم من أنه يعتبر الموقع «هدف مشروع جدا للقوات الجوية الإسرائيلية».

## الروابط الخارجية
- لمحة موجزة عن فوكستوغرافي بلوغستورم في حرب لبنان 2006
- ديجيتالكوستم نموذج المبادئ التوجيهية الأخلاقية